# Леворукост
Леворукост је појава кад особа употребљава у раду и осталим животним активностима претежно или доминантно леву руку. То је последица доминације десне хемисфере у мозгу. Важно је да се од оваквих особа не тражи насилно промена употребе искључиво леве руке.

## Дан леворуких
Међународни дан леворуких особа обележава се 13. августа. Обележавање Дана леворуких има за циљ подизање свести о предностима и недостацима леворукости.